# Appendicula congenera
Appendicula congenera är en orkidéart som beskrevs av Carl Ludwig von Blume. Appendicula congenera ingår i släktet Appendicula och familjen orkidéer. Inga underarter finns listade i Catalogue of Life.